# Artaxa cina
Artaxa cina är en fjärilsart som beskrevs av Embrik Strand 1915. Artaxa cina ingår i släktet Artaxa och familjen tofsspinnare. Inga underarter finns listade i Catalogue of Life.